# Jeroboam I
Jeroboam I (hebr. יָרָבְעָם Jarob'am) – pierwszy władca królestwa Izraela (odłączonego państwa północnego), panujący w latach 932-910 p.n.e., pochodzący z pokolenia Efraima. Biblijny symbol bałwochwalstwa.
W czasach panowania Salomona prorok Achiasz przepowiedział, że Jeroboam zostanie władcą dziesięciu pokoleń. Po śmierci Salomona władzę przejął jego syn Roboam, lecz wszystkie pokolenia oprócz Beniamina i Judy zbuntowały się przeciwko niemu, obierając sobie Jeroboama za króla. Wprowadził on kult pogańskich bożków i nakazał wykonanie dwóch złotych cielców. Umieścił je w Dan i Betel, aby jego poddani nie mieli powodu udawać się do Jerozolimy dla oddawania czci Bogu. Za jego przykładem poszli inni władcy Izraela, co ostatecznie miało doprowadzić do podbicia i rozproszenia Izraelitów przez Asyrię w roku 721 p.n.e.